# 2026 Cottrell
2026 Cottrell este un asteroid din centura principală, descoperit pe 30 martie 1955 de Goethe Link Obs..